# Юрій Хежка
Ю́рій Хе́жка (в.-луж. Jurij Chěžka, 22 липня 1917, Горки, Лужиця, Німеччина — 1944, Крагуєваць, Югославія) — лужицько-сербський поет, який вважається основоположником сучасної лужицько-сербської поезії. Писав на верхньолужицькій мові. Вважається одним з перших представників лужицької поезії нового часу, який шукав нові форми та нетрадиційні засоби. Школа в селі Хрощиці названа його ім'ям.

## Біографія
Юрій Хежка народився в багатодітній родині муляра Миклауша Хежки. Його мати Гана була відомим народним оповідачем (про неї писав Павол Недо) і мала великий вплив на майбутнього поета. Після закінчення середньої школи в Хрощиці навчався в архиєпископській гімназії в Празі, у якій вивчав чеську мову та літературу.
За рекомендацією пастора Хрощиці, католицького священика, лужицького письменника і поета Якова Шевчика (1867—1935), Юрій Хежка як стипендіат з 1929 по 1937 рік відвідував Чеську архієпископську гімназію в Празі і став вихованцем асоційованого конвікту. Після закінчення архиєпископської гімназії у 1937 році він вирішив вивчати богемістику, германістику в Карловому університеті в Празі та вивчав сорабістику в класі професора-сорабіста Йозефа Пата.
Він разом з іншими верхньолужицькими учнями та студентами з 1931 року брав участь в діяльності студентського братства «Сербовка», серед яких він був найстаршим у 1937/39 н.р..
Після окупації Чехословаччини в 1939 році його допитали в гестапо і повезли до в'язниці. Незабаром після звільнення його призвали до Вермахту та відправили на фронт до Франції, а потім на Балкани. У період з 13 по 17 жовтня 1944 року Юрій Хежка загинув у Сербії поблизу міста Крагуевац (ймовірно), намагаючись перебігти до партизанів.